# Kwets (pruim)

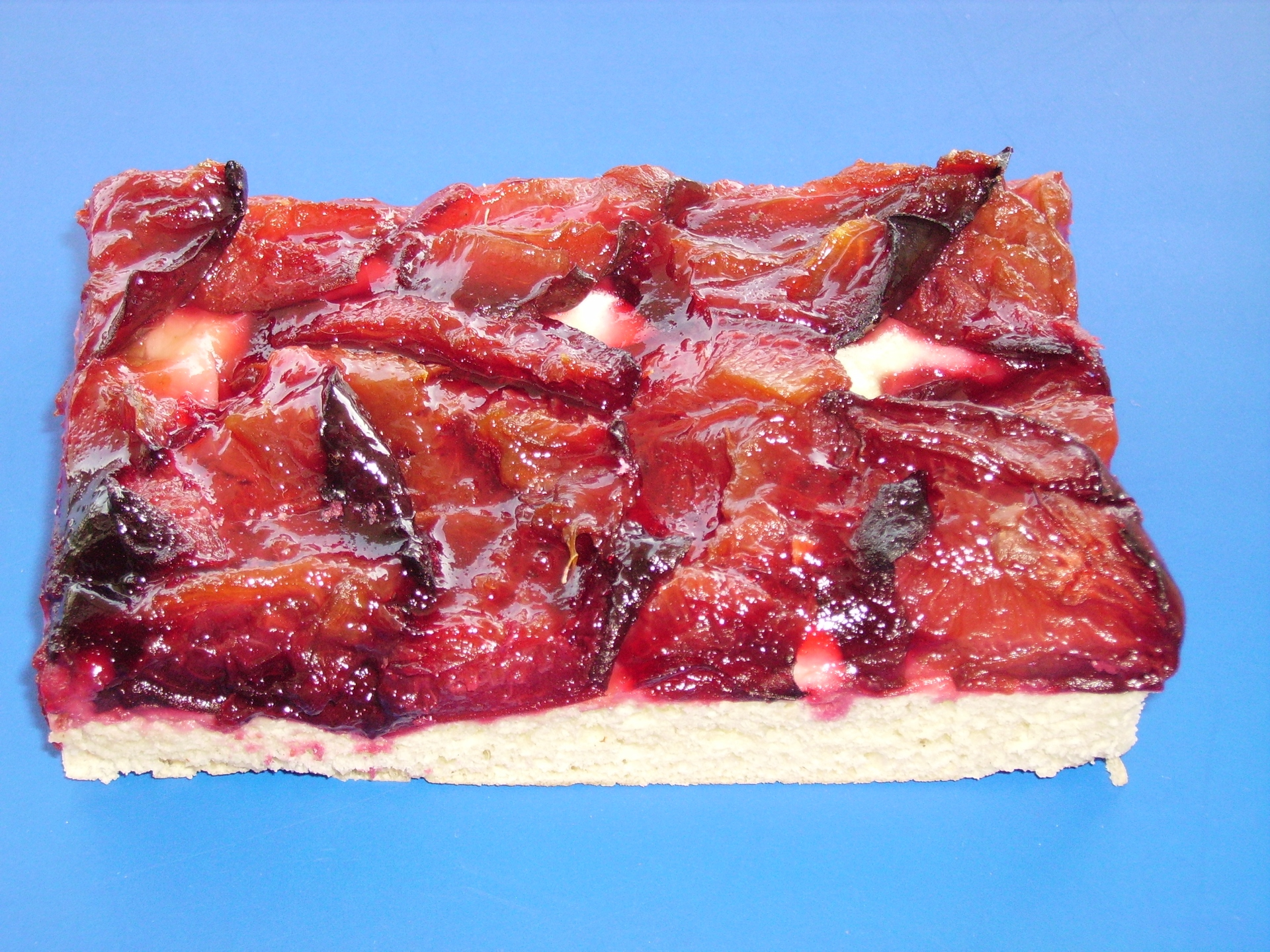
Een stuk pruimentaart met kwetsen

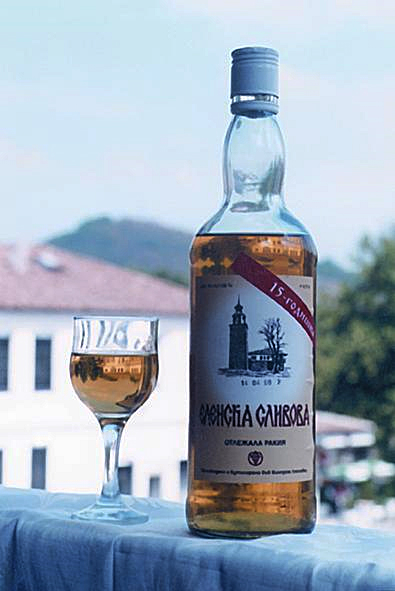
Bulgaarse slivovitsj

De kwets (Prunus domestica ssp. domestica) is een ondersoort van de pruim en heeft kleine, langwerpige, blauwe, weinig sappige vruchten.

## Namen
In het Duits wordt de vrucht Zwetschge of Zwetschke, in het Frans quetsche of prune de Damas genoemd. In Vlaanderen wordt kwets ook wel gebruikt als algemene term voor pruim, waarbij de kwets zelf ook enkele bakpruim genoemd wordt.

## Gebruik
De kwets wordt gebruikt voor de productie van gedestilleerde drank, voor verwerking in gebak en voor consumptie als tafelvrucht.
Pruimenjenever of slivovitsj wordt in Centraal-Europa en in de Balkanlanden vrijwel uitsluitend met kwetsen gedestilleerd. In Duitsland wordt uit kwetsen een heldere sterkedrank gedistilleerd, het Zwetschgenwasser (of Zwetschgenbrand). De kwets is zeer geschikt voor vruchtgebak, omdat de vrucht ook bij hogere temperaturen haar vorm in vergelijking tot andere pruimen goed behoudt.

## Rassen
Een selectie uit de meer dan honderd in Centraal- en West-Europa bestaande rassen (variëteiten):
- Bühler, een veel voorkomend en vroeg dragend ras
- Cacaks Beste
- Ersinger, een ras met grote vruchten
- Elena
- Fellenberg, een in Zwitserland verbreid ras
- Huiskwets, een oud, wijdverbreid en goed dragend ras met goed aroma, maar met kleine vruchten, die ook in hoger gelegen gebieden gedijt.
- Italiaanse of Bosnische kwets, een warmtelievende, aromatische tafelvrucht
- Jojo
- Kirkes´ pruim, een ras met bijzonder grote en aromatische vruchten
- Lützelsachser, een ras met grote vruchten
- Ortenauer, een in wijnbouwstreken veel aangeplant ras
- Stanley, een in Bosnië op grote schaal aangeplant ras met enkelvoudig hangende vruchten
- Zimmers